# Culex penai
Culex (Melanoconion) penai – gatunek muchówki z rodziny komarowatych.
Gatunek ten został opisany w 1979 roku przez Sunthorna Sirivanakarna na podstawie holotypowego samca, odłowionego w 1944 w Chapare, w Boliwii i 6 samców odłowionych w 1965 w Ekwadorze.
Komar stosunkowo mały, dość jednolicie brązowawy, tylko na tergitach odwłoka z wyraźnymi, jasnymi kropkami. U holotypowego samca rozpiętość skrzydeł wynosi 2,4 mm. Białawe łuski pokrywają głowę i boki śródplecza, brązowawe zaś wierzch śródplecza. Na żyłkach radialnych: R2, R3 i R4+5 występują ciemne, stosunkowo wąskie łuski. Smukły i wydłużony płat dziewiątego tergitu ma rządek 10 drobnych szczecinek przy wewnętrznej krawędzi nasadowej i 4 lub 5 na samym wierzchołku. Płytki boczne edeagusa w widoku bocznym z długim, wąskim i zakrzywionym hakiem nasadowym oraz, w części dystalnej, z kolcowatym wyrostkiem sternalnym i rozwidlonym wyrostkiem tergalnym. W widoku grzbietowym owe płytki odznaczają się słabo zesklerotyzowanym środkiem mostka tergalnego. Ciemna korona wierzchołkowa proktigera zbudowana z 10-12 płaskich, u szczytu ściętych kolców, a paraprokt jest wąski i silnie zesklerotyzowany.
Owad znany wyłącznie z Boliwii i Ekwadoru.